# Comadia redtenbacheri

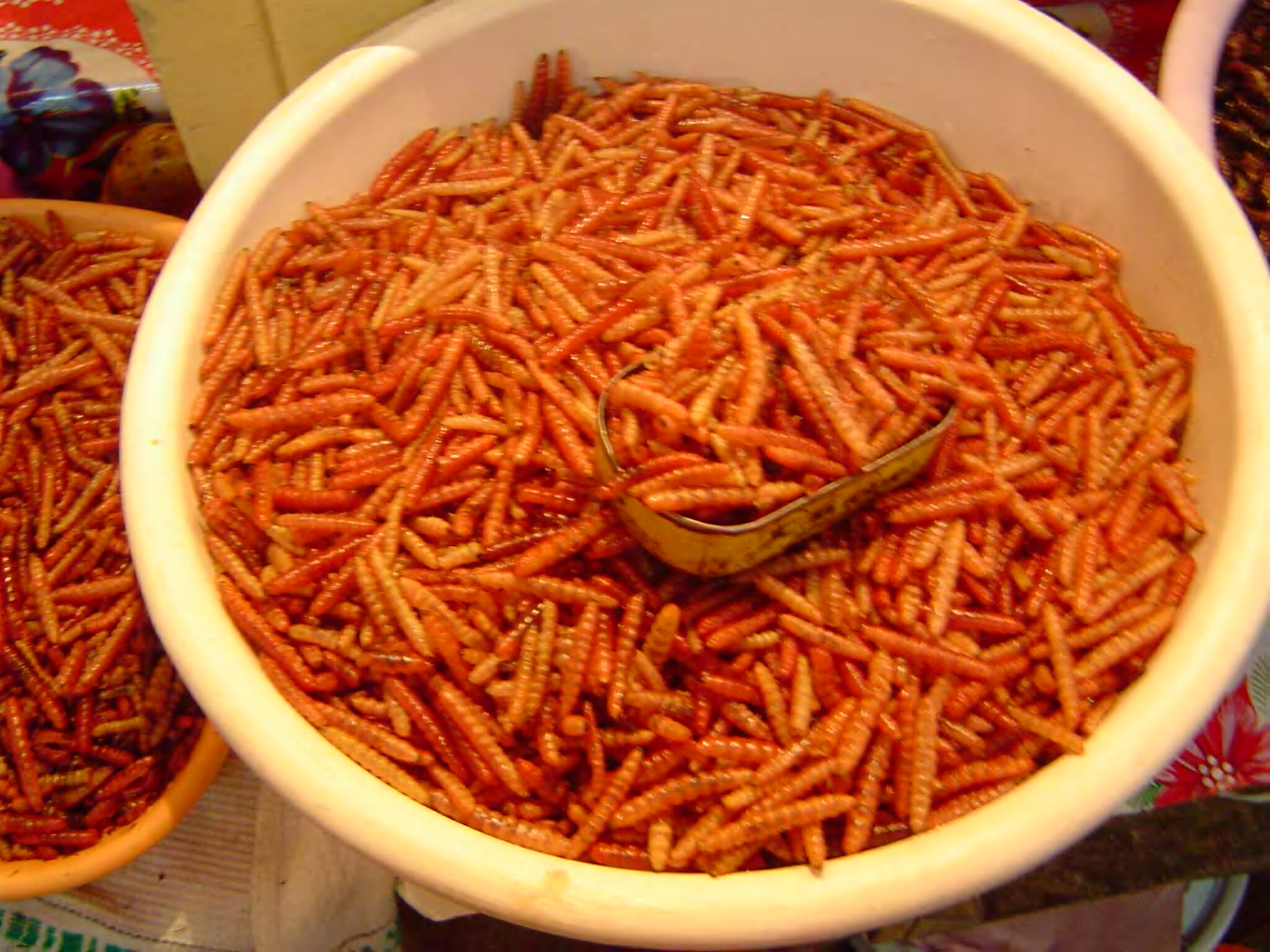
Plat de chinicuiles (larves torrades)

Comadia redtenbacheri és una espècie de lepidòpter ditrisi de la família dels còssids (Cossidae). És una arna l'eruga de la qual apareix en les ampolles d'alguns tipus de mescal ("mezcal de gusano"). A Mèxic se l'anomena chilocuil, chinicuil o techol.
Les larves del chinicuil són unes erugues de color vermellós de fins 5 cm de llargada, amb la pell sense pilositat. Es tracta d'una plaga que ataca l'Agave tequilana en especial les espècies Agave angustifolia i A. salmiana rosegant les tiges per arribar al seu interior suculent. S'aprofiten les erugues en la gastronomia d'Oaxaca i la de l'estat d'Hidalgo.

## Gastronomia
Les larves són una de les espècies que s'utilitzen per posar al mescal. En castellà també, es coneixen com a chilocuil, chinicuil o tecol i s'han utilitzat tradicionalment com a menjar a la cuina mexicana. Les erugues també es coneixen com gusanos rojos, donant nom a una marca popular de mescal. Són un dels dos tipus de "cucs" col·locats en ampolles de mescal, donant un color i un sabor únics a la beguda. Les altres, menys apreciades, són les larves del corc del musell de l'atzavara, Scyphophorus acupunctatus.